# Susana Baca
Susana Esther Baca de la Colina (Lima, 24 de mayo de 1944) es una cantante, compositora, investigadora de música y educadora de nacionalidad peruana; tres veces ganadora de los Premios Grammy Latinos. Es considerada figura clave en el folklore latinoamericano, influyendo a diversos cantantes del mundo. Fue Ministra de Cultura del Perú y Presidenta de la Comisión Interamericana de Cultura de la OEA. Obtuvo su tercer Latin Grammy por el álbum A capella, disco que fue grabado durante el confinamiento en Perú a causa de la pandemia del COVID-19 y que recibió aclamación de la crítica latinoamericana.

## Biografía
Nació el 24 de mayo de 1944 en la ciudad de Lima, hija de Ernesto Baca Ramírez y de Carmen de la Colina Gonzáles. Susana viene de una familia dedicada a la música afroperuana: los De la Colina, provenientes de San Luis de Cañete. Es prima de Ronaldo Campos de la Colina y Caitro Soto de la Colina, y tía del cantante Pepe Vásquez.
Vivió su infancia en el distrito limeño de Chorrillos.Desde niña estuvo rodeada de músicos; su padre era guitarrista, su madre bailarina, sus tías cantaban y sus primos fueron los creadores del grupo Perú Negro. Ellos influyeron para que Susana se dedique de lleno a la música.
Comenzó sus estudios de música y formó un grupo de música experimental que combinaba música y poesía local. Ganó dos becas, una del Instituto de Arte Moderno del Perú y la otra del ex Instituto Nacional de Cultura, para investigar las raíces de la tradición musical peruana, además de obtener el premio de interpretación y composición en el primer Festival Internacional de Agua Dulce.
Estudió en la Universidad Enrique Guzmán y Valle (La Cantuta). Se graduó en 1968 y obtuvo el título profesional de Educadora. Esta misma institución le concedió el 20 de noviembre del 2009, el Doctorado Honoris Causa.
A fines de los años 70 trabajó para Chabuca Granda. La famosa cantante y compositora se convirtió en otra pieza clave en la carrera de Susana pues encontró en ella a su sucesora. Después del fallecimiento de Chabuca, Susana continuó la tarea de estudiar y recuperar el sonido de su tierra. Junto a su esposo, Ricardo Pereira, recorrieron la costa peruana recopilando testimonios y documentos de pueblos afrodescendientes. El resultado de ese trabajo se transformó en el libro Del fuego y del agua, publicado en 1992, tras once años de labor.
En 1995, Luaka Bop, el sello creado por David Byrne, sorprendió con la edición de un trabajo recopilatorio que reflejó El alma del Perú Negro, en él se encontraba María Landó, una canción interpretada por Susana, quien, con el tiempo, se convertiría en una referente de la música afroperuana y una de las más destacadas artistas latinoamericanas de la música folklórica. En la carrera de Susana Baca es importante el aporte de David Byrne tanto como el de Chabuca Granda. 
En 1995 la pareja creó el "Instituto Negro Continuo", que se instauró con un objetivo similar al del libro: mantener vigente la tradición afroperuana. En la actualidad administra un Centro Cultural Afroperuano ubicado en su casa, en la localidad de Santa Bárbara en San Luis de Cañete, al sur de Lima.
Ha compartido escenario con artistas como Lila Downs, Mercedes Sosa, Calle 13, Totó la Momposina, Maria Rita, Snarky Puppy, Bareto, Chambao, Carmen París, Albita Rodríguez, Herencia de Timbiquí, Marc Ribot, Yusa, Marta Gómez, Gilberto Gil, Chabuca Granda, Luzmila Carpio, Los Cojolites, Eugenia León, Omara Portuondo, entre otros.

## Labores notables
Entre los logros obtenidos por Susana Baca está el Premio Latin Grammy en 2002, por su álbum Lamento Negro, en la categoría «Best Folk Album».Este mismo álbum recibió además una nominación para el Grammy de ese mismo año en la categoría «Best World Music Album». El disco fue grabado originalmente en 1986, para ser luego reeditado en el sello Luaka Bop, del cantante norteamericano David Byrne. Las letras de algunas canciones se basan en poemas de Pablo Neruda y César Vallejo. También ha sido distinguida con la Orden de las Artes y las Letras de la República Francesa, la Orden al Mérito de la República del Perú y la medalla Juan Pablo Vizcardo y Guzmán del Congreso peruano.
En 2007 fue nombrada embajadora de Aldeas Infantiles SOS a nivel nacional.En noviembre de 2011, obtuvo el segundo Latin Grammy de su carrera por la colaboración que realizó con el grupo puertorriqueño Calle 13 en la canción "Latinoamérica", producción en la que también participó la cantautora brasileña María Rita y la artista colombiana "Totó" La Momposina.
Fue galardonada con un tercer Latin Grammy el 19 de noviembre del 2020 en una ceremonia virtual (debido a los efectos de la pandemia), por su álbum A Capella: Grabado en Casa Durante la Pandemia, en la categoría «Mejor álbum folclórico» (Best Folk Album). El álbum fue grabado desde su casa en Santa Bárbara, Cañete. Incluye éxitos de Chabuca Granda, Augusto Polo Campos, Violeta Parra, Fito Páez, entre otros. La idea de cantarlo a capela fue de su esposo, rememorando el momento en el que la conoció mientras cantaba en un escenario sin músicos. El álbum también incluye poemas de César Vallejo y García Lorca.
En 2024, Baca fue elegida por el Gobierno Regional de Junín para elaborar la canción alusiva a los 200 años de la Batalla de Junín. Sin embargo, esto no se llevó a cabo por el rechazo de la Asociación de Músicos e Intérpretes de la Región Junín.

## Críticas
De acuerdo con la revista Rolling Stone, Susana Baca es más que una diva afroperuana, aunque su voz rica y sugestiva sin duda la hacen merecedora del título. Mientras que "Stylus Magazine" señala que "luego de que Susana se pusiera en el mapa con María Landó ha realizado un número de muy populares álbumes con una increíble gran calidad [...]". Michaell Heumann (crítico de esta publicación) dice: "Ella es una artista talentosa y única que representa al pueblo negro de Perú y sus canciones inspiran y entretienen a cualquiera que tenga la voluntad de escuchar".
Sus discos cuentan con críticas de hasta 5 estrellas en Amazon y con hasta 4 estrellas (sobre una calificación de 5) en Rolling Stone. Asimismo, sus espectáculos en vivo, en algunos de los más importantes escenarios culturales del mundo (Chicago, San Francisco, Nueva York, Los Ángeles, Francia, Grecia), han sido unánimemente celebrados por la crítica. Timothy G. Merello -con relación al show de Susana en el "Old Town School of Folk Music de Chicago"- dice: "Susana Baca, más que sólo una cantante, es una poetisa, una historiadora, una espeleóloga y exploradora del folklore y música afro-peruanos [...] junto a sus músicos, ella entretiene, educa e involucra a una multitud, que agota las entradas, con una mezcla musical de ritmos, melodías, beats y baile [...] Uno de los aspectos más cautivadores de la performance de Baca es como interactúa con su banda".
Deanne Sole de "PopMatters" dice -con relación al álbum "Seis Poemas" publicado en 2009- que ver a Susana Baca en vivo en escenario abierto [...] hace que no sólo se respete a Baca como una voz sino también como una intérprete, una persona. "Seis Poemas" es un álbum corto que muestra el carácter de Susana. Se lo describe como un álbum pequeño pero encantador.
Su disco Afrodiaspora del 2011 también ha sido halagado por la crítica. Steve Leggett de AllMusic dice: "El Séptimo álbum de Susana Baca para la firma Luaka Bop de David Byrne es una aventura ambiciosa con Baca trayendo su estilo vocal reconocible al instante y elegante a la mesa en un intento de mostrar la profunda influencia de los ritmos africanos en las formas de las canciones de la música caribeña y sudamericana". Por su parte Russ Slater de PopMatters describe: "La clave de todo el trabajo de Baca ha sido la pasión que siente por la música, así como su característica voz. Ella tiene la capacidad de ser sincera sin ser quejumbrosa, y aunque su voz puede no ser el más fuerte de los instrumentos, ronronea rítmicamente, dando a cada canción el empuje y el vigor que a menudo falta en la música mundial".

## Ministra de Cultura

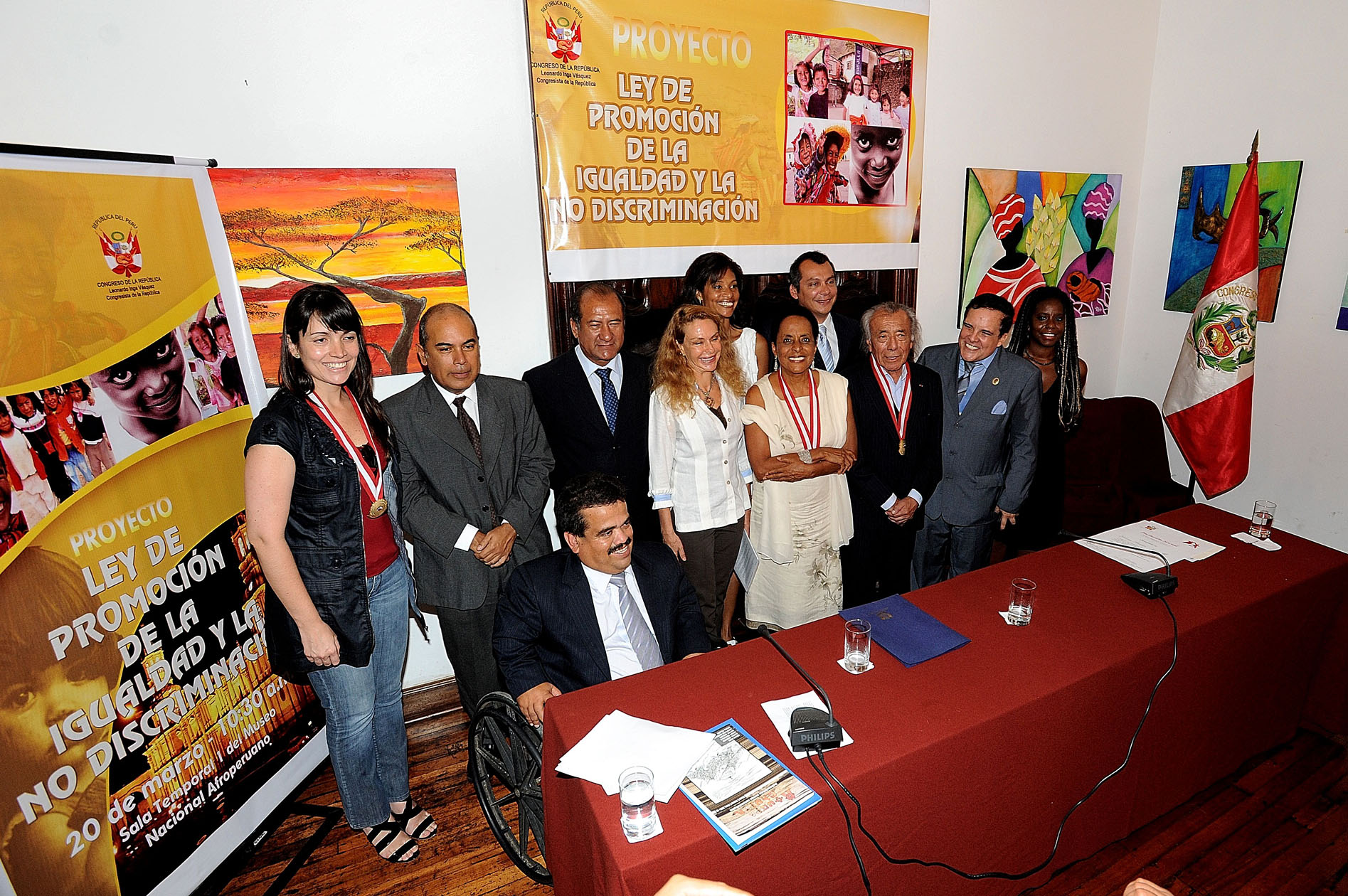
Susana Baca en la apertura del museo nacional afroperuano.

El 28 de julio de 2011, asumió su cargo como ministra de Cultura en el gobierno de Ollanta Humala, sucediendo de esta forma a Juan Ossio en el cargo ministerial. Se convirtió en la segunda mujer afroperuana en asumir estar al frente de un Ministerio, después de la ministra de Justicia, María Zavala Valladares en 2006.
En noviembre de 2011 fue elegida por la OEA para presidir la Comisión Interamericana de Cultura, cuya principal responsabilidad es implementar el diálogo ministerial interamericano en materia de cultura, durante el periodo 2011-2013.

## Discografía
1. Color de Rosa Poesía y Canto Negro (1987)
2. Vestida de Vida, Canto Negro de las Américas! (1991)
3. Fuego y Agua (1992)
4. Susana Baca (1997)
5. Eco de Sombras (2000)
6. Lamento negro (2001)
7. Espíritu Vivo (2002)
8. Lo Mejor de Susana Baca (2004)
9. Travesías (2006)
10. Seis Poemas (2009)
11. Mama (2010)
12. Cantos de adoración (2010)
13. Afrodiaspora (2011)
14. A Capella: Grabado en Casa Durante la Cuarentena (2020)
15. Palabras urgentes (2021)

Contribuciones artísticas
- 2010 - Grabó junto al grupo Calle 13 el tema Latinoamérica para el disco Entren Los Que Quieran.
- 2013 - Cantó junto al cantante puertorriqueño Chucho Avellanet el tema Gracias a la vida de la cantante chilena Violeta Parra, para el Especial del Banco Popular Música en Tiempos.
- 2014 - Grabó junto al grupo Alejandro Y María Laura el tema Jaula para el disco Fiesta Para Los Muertos.
- 2015 - Grabó junto al grupo Bareto el tema El Loco para el disco Impredecible.
- 2015 - Grabó junto a Nano Stern, Pedro Aznar y Marta Gómez el tema Festejo de Color para el disco Mil 500 Vueltas.
- 2016 - Grabó junto al grupo Snarky Puppy el tema Molino Molero para el disco Family Dinner Vol.2.
- 2020 - Grabó junto a León Gieco como voces principales, una versión del tema Hasta la raíz de Natalia Lafourcade para Playing for change junto a Cruz Roja

## Premios y nominaciones

### Premios Grammy
| Año  | Categoría              | Trabajo       | Resultado |
| ---- | ---------------------- | ------------- | --------- |
| 2002 | Best World Music Album | Lamento Negro | Nominada  |

### Premios Grammy Latinos
| Año  | Categoría              | Trabajo       | Resultado |
| ---- | ---------------------- | ------------- | --------- |
| 2002 | Mejor Álbum Folklórico | Lamento Negro | Ganadora  |
| 2011 | Grabación del Año      | Latinoamérica | Ganadora  |
| 2020 | Mejor Álbum Folklórico | A Capella     | Ganadora  |

### Reconocimientos
- Orden de las Artes y las Letras de la República Francesa
- Orden al Mérito por Servicios Distinguidos de la República del Perú.